# Rue Baour-Lormian
La rue Baour-Lormian (en occitan : carrièra Baour Lormian) est une voie de Toulouse, chef-lieu de la région Occitanie, dans le Midi de la France.

## Situation et accès

### Description
La rue Baour-Lormian est une voie publique. Elle se trouve au cœur du quartier du Capitole, dans le secteur 1 - Centre. Longue de 174 mètres, elle naît perpendiculairement à la rue Saint-Rome, face au no 29. La première partie de la rue est longue de 65 mètres et large de 8 mètres. Elle donne naissance à droite à l'impasse Baour-Lormian. La deuxième partie de la rue, longue de 41 mètres, est très étroite et n'est large que de 3 mètres. Elle aboutit au nord de la place Roger-Salengro, rencontrant d'abord la rue Saint-Pantaléon, puis la rue de la Barutte. Elle se prolonge ensuite sur 45 mètres jusqu'à la rue d'Alsace-Lorraine, au carrefour de la rue de la Pomme.
La chaussée compte une seule voie de circulation automobile en sens unique, de la rue d'Alsace-Lorraine vers la rue Saint-Rome. Elle est définie comme une rue piétonne, où la circulation est réglementée et limitée à 6 km/h.

### Voies rencontrées
La rue Baour-Lormian rencontre les voies suivantes, dans l'ordre des numéros croissants (« g » indique que la rue se situe à gauche, « d » à droite) :
1. Rue Saint-Rome
2. Impasse Baour-Lormian
3. Rue Saint-Pantaléon (g)
4. Place Roger-Salengro (d)
5. Rue de la Barutte (g)
6. Rue d'Alsace-Lorraine

### Transports
La rue Baour-Lormian n'est pas directement desservie par les transports en commun de la ville. Elle se trouve cependant à proximité du square Charles-de-Gaulle, où débouche la station Capitole de la ligne de métro .
La station de vélos en libre-service VélôToulouse la plus proche se trouve dans une rue voisine : la station no 3 (62 rue de la Pomme).

## Odonymie

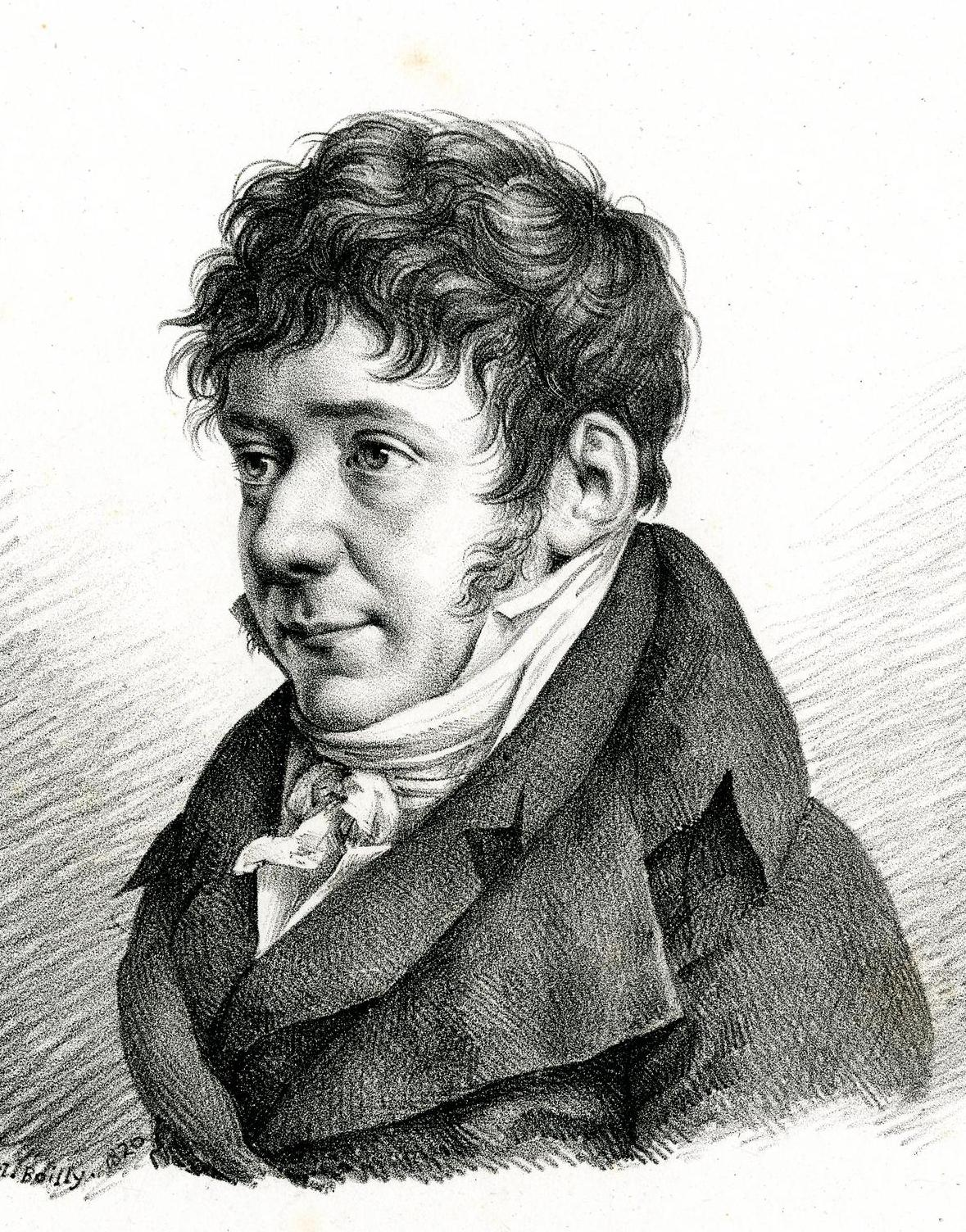
Portrait de Pierre Baour-Lormian, par Jules Boilly (1820, British Museum).

La rue Baour-Lormian prit ce nom en 1865, à la demande d'Eugène Hangard. Celui-ci avait publié dans la Revue de Toulouse et du Midi de la France une biographie de Pierre Baour, poète toulousain, traducteur de la Jérusalem délivrée du Tasse et des Poèmes d'Ossian, membre de l'Académie française et maître ès Jeux Floraux. Il était le fils de Jean-Floran Baour, imprimeur-libraire de la rue Saint-Rome. Selon Eugène Hangard, il serait né dans la maison à l'angle des rues Baour-Lormian et Saint-Rome (actuel no 32 de cette rue). Jules Chalande montra que Jean-Floran Baour ne l'acheta qu'en 1776 et n'y déménagea pas avant 1779. Il acquit trois maisons dans la rue Saint-Rome : l'actuel no 41 en 1769, l'actuel no 27 en 1771 et l'actuel no 32 en 1776. Il est donc probable que c'est dans la première que naquit Baour-Lormian.
À la fin du Moyen Âge, la rue Baour-Lormian apparaît sous le nom de rue des Pélégantières-Étroites (carraria Peleganteriarum Strictarum en latin médiéval), pour la distinguer de rue des Pélégantières-Larges (actuelle rue du May). Ce nom de « pélégantiers » se rapporte aux tanneurs et marchands de peaux de mouton (pelegantièr, « marchand de peau » en occitan). Au milieu du XVIe siècle, elle est aussi la rue des Laganioux ou des Lagagnoux, du nom d'une auberge à l'enseigne du Roitelet (laganhós ou laganhosa, « roitelet » ou « fauvette » en occitan). Au siècle suivant, ce nom était devenu, à la suite de déformations, la rue de la Gamion ou rue Gamion. En 1794, pendant la Révolution française, la rue fut renommée rue Prudence, mais ce nom ne subsista pas, et elle redevint rue Gamion jusqu'en 1865.

## Histoire

### Moyen Âge et période moderne
Au Moyen Âge, la rue Baour-Lormian appartient au capitoulat de Saint-Étienne. Elle se trouve au cœur du quartier marchand de la ville, à proximité de la Grand-rue (actuelle rue Saint-Rome) et de la Porterie (actuelle place du Capitole). Elle porte le nom de rue Pélégantières-Étroites, à cause des nombreux marchands de peaux (de mouton) qui y ont leurs boutiques et leurs étals. Comme son nom l'indique, elle est particulièrement étroite, puisqu'elle ne dépasse pas les 3 mètres de large. Elle est également plus courte, car elle ne s'étend que de la Grand-rue à la rue Pantonières (actuelle rue Saint-Pantaléon).
Le côté nord de la rue est en partie occupé par le couvent des Onze-Mille-Vierges et ses dépendances (emplacement de l'actuel no 7), fondé en 1350 par les libéralités testamentaires de Jean-Raymond de Comminges, qui avait été archevêque de Toulouse, en faveur des chanoinesses augustines de Saint-Étienne, Jean-Raymond de Comminges avait exprimé le désir que le nouveau couvent soit construit le plus près possible de la cathédrale, mais on ne trouve d'autre terrain assez vaste que celui qui s'étend entre la rue des Imaginaires (actuelle rue de la Pomme) et la rue des Pélégantières-Étroites. La première pierre du couvent est posée en 1350, mais les religieuses ne sont installées dans le couvent que le 16 octobre 1356. Il accueille alors deux cents religieuses, vouées à la prière de jour et de nuit, et à l'éducation des jeunes filles. Rapidement, les chanoinesses prennent le nom de Saint-Pantaléon, car leur chapelle (emplacement de l'actuel no 61 rue de la Pomme) lui est dédiée,.
Les autres maisons et immeubles, du côté nord (actuels no 1 à 5) et du côté sud (no 2 à 10) ont leurs entrées principales dans les rues voisines, rues Saint-Rome et Saint-Pantaléon. Entre les immeubles no 6 et 8, s'ouvre un passage étroit, la ruelle des Lagagnoux, qui aboutit dans la cour de la Bibliothèque des Doctrinaires de Saint-Rome (actuel no 3 rue Jules-Chalande).
Au XVIIe siècle, les chanoinesses augustines du couvent des Onze-Mille-Vierges connaissent encore un relatif succès, à tel point que plusieurs d'entre elles fondent en 1655 un nouveau couvent à Verdun-sur-Garonne. Mais au XVIIIe siècle, cette fondation périclite et le couvent de Verdun est réuni à celui de Toulouse en 1772.

### Époque contemporaine
Pendant la Révolution française, en 1791, les communautés religieuses sont supprimées : les chanoinesses du couvent des Onze-Mille-Vierges sont dispersées – elles n'étaient d'ailleurs plus que 49. Les bâtiments du couvent deviennent biens nationaux et sont un temps transformés en salle de bal. Finalement vendus, l'église et le couvent sont détruits
par les nouveaux propriétaires qui y construisent leurs maisons particulières (actuel no 7).
Dans la première moitié du XIXe siècle, la municipalité toulousaine mène un vaste projet d'élargissement des voies, afin de faciliter le transport et les déplacements. Du côté ouest de la rue, la largeur est portée à 8 mètres et de nouveaux immeubles sont progressivement élevés dans le style néo-classique (no 3 à 7 ; no 2 et 8). C'est à la même époque que la place Saint-Pantaléon (actuelle place Roger-Salengro) est ouverte, à la suite de la destruction de plusieurs immeubles des rues Saint-Pantaléon et de la Barutte. Les travaux se poursuivent dans la deuxième moitié du XIXe siècle, particulièrement avec le percement de la rue d'Alsace-Lorraine entre 1868 et 1873. La rue Baour-Lormian est prolongée à l'est , depuis la place Saint-Pantaléon jusqu'à cette nouvelle rue, par le décret du 17 juin 1868. Les nouveaux immeubles sont construits dans le style haussmannien alors en vogue (no 1 et 9 à 13 ; no 12 et 14). À l'angle de la rue d'Alsace-Lorraine est d'ailleurs construit par l'architecte Isidore Villamur, entre 1872 et 1873, l'hôtel Tivollier, un des hôtels les plus modernes de la ville, avec tout le confort (chauffage, ascenseur, sonneries électriques...).

## Patrimoine et lieux d'intérêt
- no  14 : hôtel Tivollier (1872-1873)[10].